# Абдула Юсуф Хелал
Абдула Юсуф Абдухалил Махамед Хелал (на арабски: عبد الله يوسف هلال) е бахрейнски футболист, играещ като полузащитник за чешкия Млада Болеслав. Участник в Купата на Азия 2023, като отбелязва гола срещу Йордания с което носи победата с 1:0.

## Успехи
Ийст Рифа
- Втора дивизия на Бахрейн
  -  Шампион (1): 2014
- Купа на Краля на Бахрейн
  -  Носител (1): 2014
- Суперкупа на Бахрейн
  -  Носител (1): 2014

 Ал Мухарак
- Суперлига на Бахрейн
  -  Шампион (1): 2017/18

 Славия (Прага)
- Гамбринус лига
  -  Шампион (1): 2019/20

 Бахрейн до 23 г.
- GCC U-23 Championship
  -  Шампион (1): 2013